# 15624 Lamberton
15624 Lamberton eller 2000 HB31 är en asteroid i huvudbältet som upptäcktes den 28 april 2000 av LINEAR i Socorro County, New Mexico. Den är uppkallad efter Melissa L. Lamberton.
Asteroiden har en diameter på ungefär 4 kilometer.